# Стадион ХНК Цибалија
Стадион ХНК Цибалија је фудбалски стадион у Винковцима, Хрватска. Капацитет стадиона је 10.000 места, а на њему своје домаће утакмице игра ХНК Цибалија.

## Историја
Стадион је саграђен 1966. године и готово се није мењао до 1982. године и уласка Цибалије (тада носио име Динамо) у Прву савезну лигу, када је почела прва већа реконструкција. Те године је направљена источна трибина. Са овом реконструкцијом капацитет стадиона је износио 18.000 гледалаца (са стајаћим местима). До 1992. године стадион је носио име Стадион Младост, када је име промењено и до данас стадион носи назив стадион ХНК Цибалија. Током 2003. године постављене су столице на источном и западном делу стадиона и то на истоку 3.000, а на западу 700 столица. Током 2008. постављени су рефлектори, као и модерна тартан стаза око целог терена. Укупни данашњи капацитет износи 10.000 места.